# Метеорит (острів)
Острів Метеорит (дан. Meteorit Ø) — острів у морі Баффін, муніципалітет Каасуіцуп, біля північно-західної Гренландії.
Кейп-Йоркський метеорит впав тисячі років тому на південний берег цього острова.

## Географія
Острів Метеорит досить безплідний і пустельний. Він розташований біля берега затоки Метеор і є найбільшим з групи невеликих прибережних островів: острів Метеорит, острів Сальве, островомДжордж, острів Бушнан. Цей ланцюг островів розташований між мисом Йорк і мисом Мелвілл.
Село інуїтів Савісівік розташоване на південно-західному кінці острова Метеорит. У населеному пункті є вертолітний майданчик. В 2010 році в ньому проживало 66 жителів.  На гренландській мові назва поселення Савісівік означає «місце метеоритного заліза» (savik — залізо / ніж),  натякаючи на численні метеорити 10 000 років тому, які були знайдені в цій місцевості. Залізо від метеорита залучило мігруючих інуїтів з арктичної Канади. 

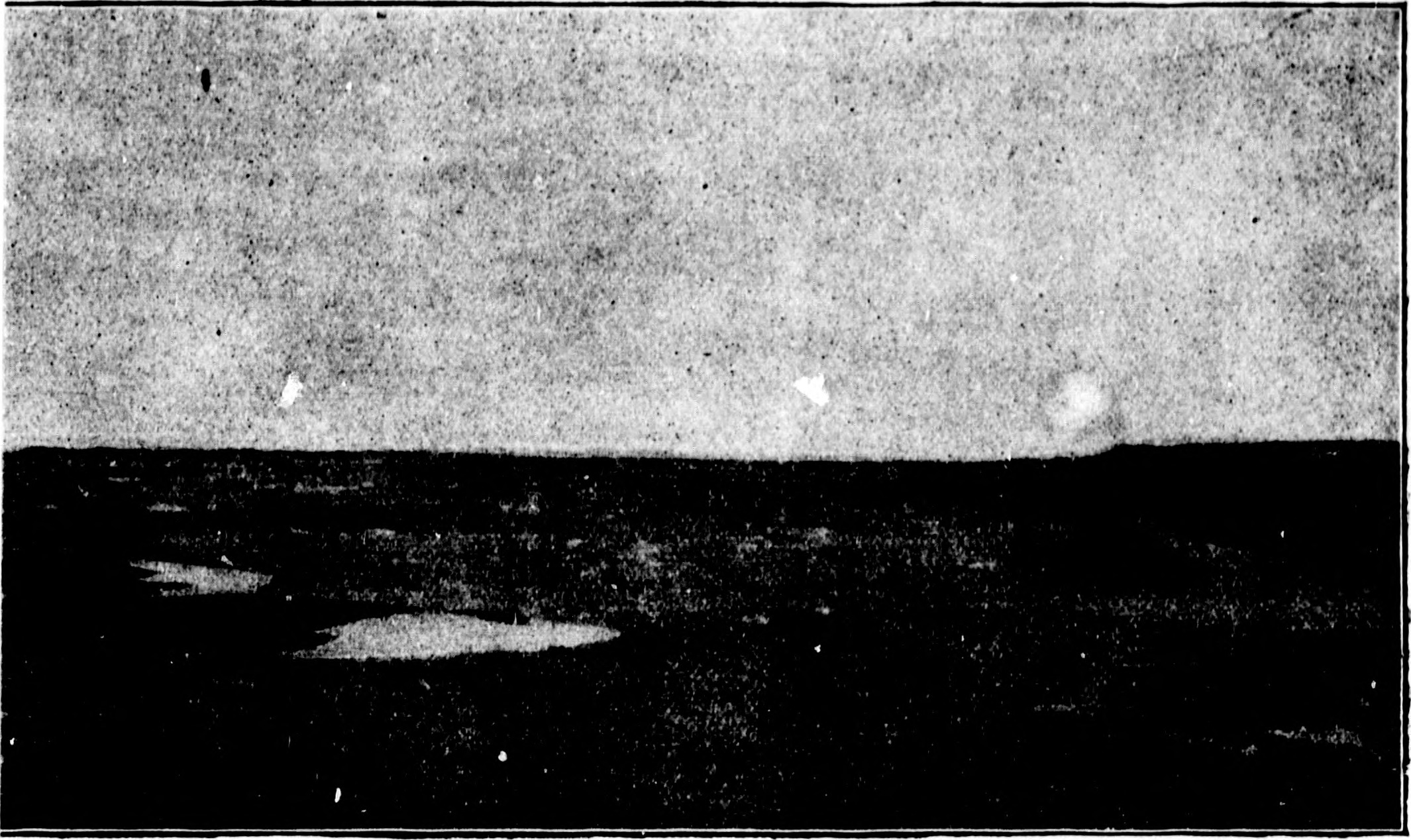
Фотографія острова Метеорит 19 століття